# Crucifix no 434
Le Crucifix no 434 ou Crocifisso con storie della Passione (« Crucifix avec histoires de la Passion ») est un  grand crucifix peint en  tempera et or sur bois, réalisé vers 1240-1245 par un maître anonyme dont le nom de convention est Maestro della Croce 434. La grande croix peinte est exposée et conservée au musée des Offices à Florence.

## Histoire
D'abord introduit à la Galerie des Offices en 1913, puis au Palais Pitti jusqu’en 1933, il est déplacé en 1942, pour le protéger des spoliations allemandes, au Castello di Montegufoni, près de Montespertoli. Il retourne ensuite en ville au monastère San Niccolò di Cafaggio, puis à la Galleria dell'Accademia de Florence jusqu'en 1948.
Il est successivement attribué sans suite à Barone Berlinghieri et Maestro del San Francesco Bardi (pour sa ressemblance avec le retable de saint-François et les épisodes de sa vie de la chapelle Bardi de Santa Croce).
Le crucifix est démembré : il est exposé aujourd'hui privé de ses tabellone (scènes des quatre extrémités de la Croix).

## Description
Le crucifix no 434 innove par sa représentation du Christ qui respecte les conventions du Christus patiens, Christ mort de ses souffrances sur la croix, issue de l'iconographie religieuse orientale (grecque), byzantine, courante en matière d'icônes, a contrario du précédent  Christus triumphans médiéval occidental. Cette représentation qui sera à son tour remplacée, à la pré-Renaissance, par le  Christus dolens des primitifs italiens.
Attributs du Christus patiens montrant les déformations dues aux sévices infligés :
- face tournée, émaciée saisie par la mort dans une pose sereine ;
- yeux fermés du masque mortuaire ;
- affaissement du corps ;
- plaies saignantes (mains, pieds et flanc).

Sur les panneaux latéraux se trouvent huit histoires de la Passion et de la Résurrection du Christ (quatre à droite et quatre à gauche) :
- Jésus-Christ devant le Sanhédrin
- Dérision du Christ ;
- Flagellation ;
- Montée au calvaire ;
- Déposition de la croix ;
- Mise au tombeau ;
- Prieuses au sépulcre ;
- La Cène d'Emmaüs.

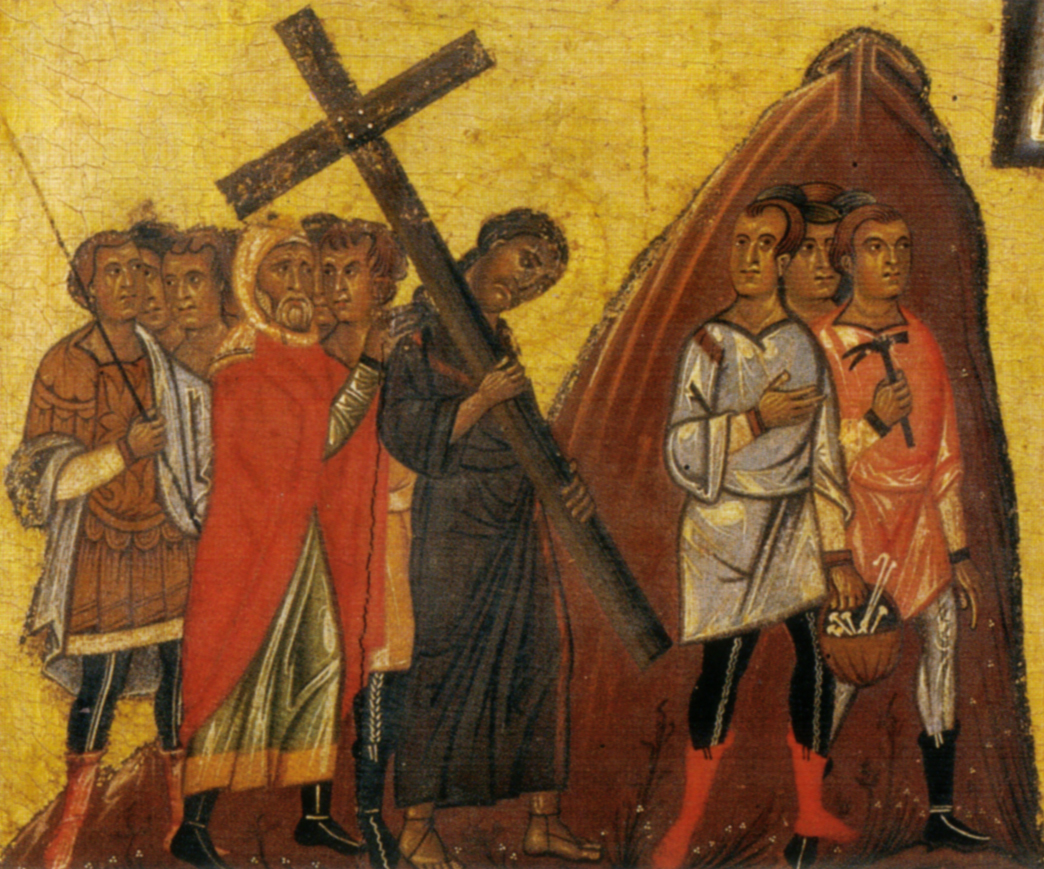
Montée au calvaire.
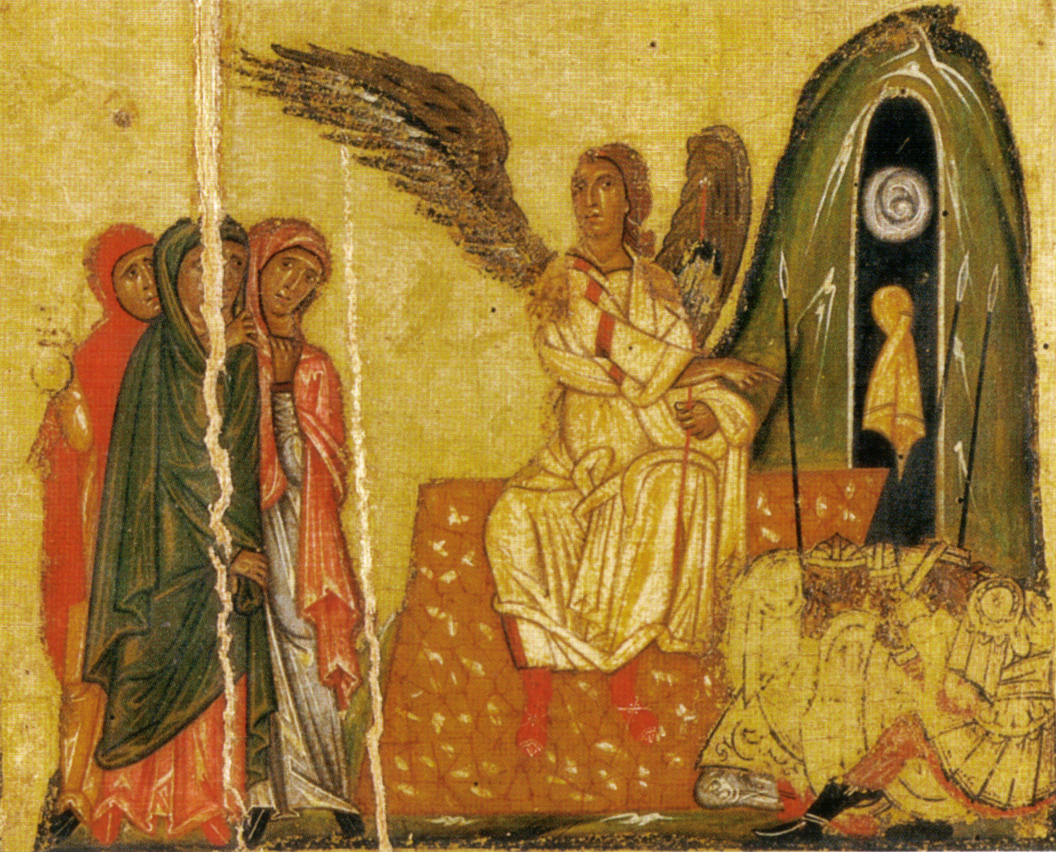
Prieuses au sépulcre.

Le périzonium est particulièrement complexe et les plis cloisonnés de noir.
Le corps du Christ ne subit pas encore le déhanchement caractéristique des œuvres postérieures du Christus dolens.